# Désignation des étoiles variables
Pour un article plus général, voir Désignation stellaire.
Les étoiles variables sont nommées suivant une variation des désignations utilisées par Bayer ou Flamsteed (à savoir un identifiant - une lettre ou un nombre - suivi du génitif latin de la constellation à laquelle elle appartient). Avant la deuxième moitié du XIXe siècle, peu d'étoiles variables étaient connues et il semblait raisonnable d'utiliser les lettres de l'alphabet latin, à partir de la lettre R pour éviter toute confusion avec les types spectraux. Le développement de la photographie en astronomie et les découvertes de plus en plus nombreuses d'étoiles variables conduisirent à atteindre la fin de l'alphabet. Deux lettres furent ensuite utilisées, puis, lorsque ce système s'épuisa lui aussi, on utilisa simplement la lettre V (comme « variable ») suivi d'un nombre.
À l'heure actuelle, le système de désignation est le suivant :
- Les étoiles nommées d'après l'alphabet grec (désignation de Bayer) conservent cette dénomination.
- Les 9 premières étoiles (1-9) reçoivent la lettre R, puis S, et ainsi de suite jusqu'à Z.
- Les 9 étoiles suivantes (10-18) reçoivent les lettres RR à RZ.
- On continue pour les 36 étoiles suivantes (19-54) avec SS jusqu'à SZ (pas de SR), TT jusqu'à TZ et ainsi de suite pour atteindre ZZ. La deuxième lettre est donc toujours aussi tard ou plus tard dans l'alphabet que la première.
- On utilise ensuite pour les 280 étoiles suivantes (55-334) AA jusqu'à AZ, BB jusqu'à BZ et ainsi de suite jusqu'à QZ, si ce n'est que l'on omet tous les couples de lettres comprenant la lettre J. Comme précédemment, la deuxième lettre est donc toujours aussi tard ou plus tard dans l'alphabet que la première (donc pas de BA, CA, CB, DA, DB, DC, EA, etc.).
- On abandonne l'alphabet latin après les 334 combinaisons précédentes (334 = 25 × 26 / 2 + 9, le 9 venant des désignations R à Z du début et l'autre terme de tous les couples de deux lettres (hormis J) classées par ordre alphabétique. Les étoiles suivantes sont nommées V335, V336, etc. Les notations Vnnn avec nnn entier inférieur à 335 sont également tolérées pour les 334 premières étoiles. Ainsi, V1 correspond à R, V9 à Z, V10 à RR, etc., jusqu'à V334 à QZ.

Exemple de désignations : Delta Cephei, R Coronae Borealis, YY Geminorum, V348 Sagittarii.

## Historique
L'usage de la lettre R a été introduit par l'astronome prussien Friedrich W. A. Argelander dans un article paru le 3 mai 1855 et relatif à R Virginis.